# Пфалцграф на Швабия
Пфалцграф на Швабия (на немски: Pfalzgraf in Schwaben) е владетел на Пфалцграфство Швабия от 880/892 г. до 1146 г.

## Пфалцграф в Швабия
- Берхтхолд I или Ерхангер I, пфалцграф 880/892 (Ахалолфинги)
- Ерхангер II, пфалцграф, херцог на Швабия 915–917 (Ахалолфинги)
- Фридрих фон Щауфен (* 997/999, † 1070/1075), граф в Ризгау, пфалцграф 1027–1053 (Зигхардинги, Хоенщауфен)
- Фридрих фон Бюрен (* 1020, † 1053), пфалцграф в Швабия и граф в Ризгау, син на Фридрих фон Щауфен
- Манеголд Стари († 1094), пфалцграф 1070/1075–1094, (вероятно) син на Фридрих фон Щауфен
- Лудвиг фон Щауфен († 1103), пфалцграф 1094–1103, син на Фридрих фон Бюрен
- Лудвиг фон Вестхайм, пфалцграф 1103–1112, син на Лудвиг
- Манеголд Млади, пфалцграф 1112–1125, син на Манеголд Стари
- Адалберт фон Лаутербург, пфалцграф 1125–1146, брат на Манголд Млади

Пфалцграфство Швабия отива през 1146 г. на пфалцграфовете на Тюбинген.